# Erich Abberger
Erich Abberger (* 6. April 1895 in Köln; † 3. Mai 1988 in Wiesbaden) war ein deutscher Generalmajor im Zweiten Weltkrieg.

## Leben
Am 24. März 1914 trat Abberger als Fahnenjunker in das 1. Rheinische Pionier-Bataillon Nr. 8 der Preußischen Armee ein. Mit seinem Bataillon nahm er am Ersten Weltkrieg teil und wurde am 31. Dezember 1914 zum Leutnant befördert. Am 20. Oktober 1915 wurde er an der Westfront schwer verwundet. Nach seiner Genesung im März 1916 zunächst in das Ersatz-Pionier-Bataillon Nr. 8 versetzt, kehrte er im Juni an die Front zurück. Am 7. November 1916 wurde er Adjutant im Pionier-Bataillon Nr. 8 und übernahm im Mai 1917 als Kompanieführer die 1. Reserve-Kompanie. Im Oktober 1918 wurde er zum Oberleutnant befördert. Während des Krieges erhielt Abberger die Eisernen Kreuze II. und I. Klasse sowie das Verwundetenabzeichen in Schwarz.
Nach dem Krieg erfolgte seine Übernahme in die Vorläufige Reichswehr. Am 21. Juni 1919 wurde er dort Adjutant des Reichswehr-Pionier-Bataillons 30. Im Jahr darauf hatte er die gleiche Stellung im Reichswehr-Pionier-Bataillon 16 inne. Mit der Bildung der Reichswehr wurde Abberger Kompanieoffizier im 4. Pionier-Bataillon in Magdeburg. 1923 wurde Erich Abberger zum Stab der Kommandantur Breslau versetzt. Am 1. Februar 1928 wurde er zum Hauptmanns befördert und Chef der 1. Kompanie im 1. (Preußisches) Pionier-Bataillon in Königsberg ernannt. 1933 wurde er zur Stabskommandantur Königsberg versetzt. Am 1. November 1933 wurde er zum Major befördert. Ab 1935 kommandierte er das Pionier-Bataillon 5 in Ulm. 1937 wurde er zum Leiter der Offizierlehrgänge der Pionierschule I in Berlin, wo er am 1. August 1937 zum Oberstleutnant befördert wurde.
Am 1. Oktober 1939 wurde er Gruppenleiter beim General der Pioniere und Festungen. Abberger wurde am 1. Juli 1940 zum Oberst befördert. Im Dezember 1942 wurde er zur Führerreserve des Wehrkreises III versetzt und schließlich am 1. Mai 1943 zum Höheren Pionier-Offizier 3 ernannt. Als solcher wurde Abberger am 1. Januar 1944 Generalmajor. Zum Kriegsende geriet Abberger in Kriegsgefangenschaft, aus der er am 27. Juni 1947 entlassen wurde.